# Lavochkin La-7
Đây là bài viết về máy bay chiến đấu của Liên Xô trong Thế chiến II. Để xem bài về đài truyền hình của Ý, xem La7.
Lavochkin La-7 (Лавочкин Ла-7) là một máy bay tiêm kích của Liên Xô trong Chiến tranh Thế giới II. Đây là một phát triển và chọn lọc những điểm mạnh của Lavochkin La-5, và là mẫu máy bay cuối cùng trong gia đình máy bay được bắt đầu từ LaGG-1 vào năm 1938.

## Thiết kế và phát triển
Vào năm 1943, La-5 đã trở thành một trong những trụ cột trong Không quân Xô Viết, tuy thế người thiết kế ra nó là Semyon Lavochkin cũng như các kỹ sư tại TsAGI ("Central Aerohydrodynamics Institute - Viện khí động học trung ương") cảm thấy nó không thể cải tiến hơn được. LaGG-1 đã được thiết kế tại một thời điểm khi đó đang phải gìn giữ mặt hàng kim loại chiến lược như hợp kim máy bay, và do đó LaGG-1 có cấu trúc gần như hoàn toàn bằng gỗ dán. Với những nhà chiến lược Xô viết vào năm 1943 lại tin rằng việc cung cấp những hợp kim này không còn trở thành một vấn đề nữa, Lavochkin bắt đầu thay thế phần lớn khung máy bay (bao gồm cả xà dọc của cánh) bằng hợp kim kim loại. Những sự thay đổi khác nhau đã tạo nên một dòng máy bay nữa được chế tạo tốt hơn. Nguyên mẫu đầu tiên được chỉ định bên trong nội bộ là La-120 bởi Lavochkin, nó bay thử trong tháng 10 và nhanh chóng được đưa vào sản xuất, nó bắt đầu hoạt động trong các đơn vị vào mùa xuân năm sau.

## Lịch sử hoạt động
La-7 đã có được một kỷ lục chiến đấu tuyệt vời vào cuối cuộc chiến, và đã được hai phi công át xuất sắc của Liên Xô sử dụng trong các cuộc chiến, một trong hai phi công là Ivan Nikitovich Kozhedub. Để bay một vòng tròn hoàn chỉnh thì La-7 mất 17-21 giây. Máy bay cũng được sử dụng để khảo sát thử nghiệm các hệ thống động cơ đẩy tiên tiến, bao gồm động cơ tên lửa nhiên liệu lỏng đặt ở đuôi (La-7R), hai động cơ phản lực khí nén dưới cánh (La-7D), và hai động cơ phản lực (ramjet) dưới cánh (La-7S). Không một phương án nào ở trong các cuộc thử nghiệm được tiếp tục phát triển, và công nghệ động cơ phản lực turbin đã nhanh chóng vượt qua những công nghệ đó.
La-7 là máy bay tiêm kích duy nhất của Liên Xô bắn hạ một chiếc Messerschmitt Me 262, bởi phi công Ivan Nikitovich Kozhedub trong một dịp thực hiện nhiệm vụ tại Đức vào ngày 15 tháng 2-1945.
Tổng cộng đã có 5.753 chiếc La-7 được chế tạo, bao gồm một số máy bay huấn luyện La-7UTI. Những máy bay này vẫn còn hoạt động trong biên chế sau khi kết thúc chiến tranh, và chúng đã được NATO đặt tên hiệu là Fin. Mô hình tiếp theo được phát triển là La-9, mặc dù có bề ngoài giống nhau nhưng La-9 lại là một bản thiết kế khác.

## Các phiên bản
La-7D
Thử nghiệm với hai động cơ phản lực khí nén dưới cánh.
La-7R
Thử nghiệm với động cơ tên lửa nhiên liệu lỏng đặt trên đuôi.
La-7S
Thử nghiệm với hai động cơ ramjet đặt dưới cánh.
La-7TK
Một chiếc La-7 thử nghiệm với 2 động cơ tăng áp TK-3.
La-7UTI
Phiên bản huấn luyện hai chỗ.

## Quốc gia sử dụng

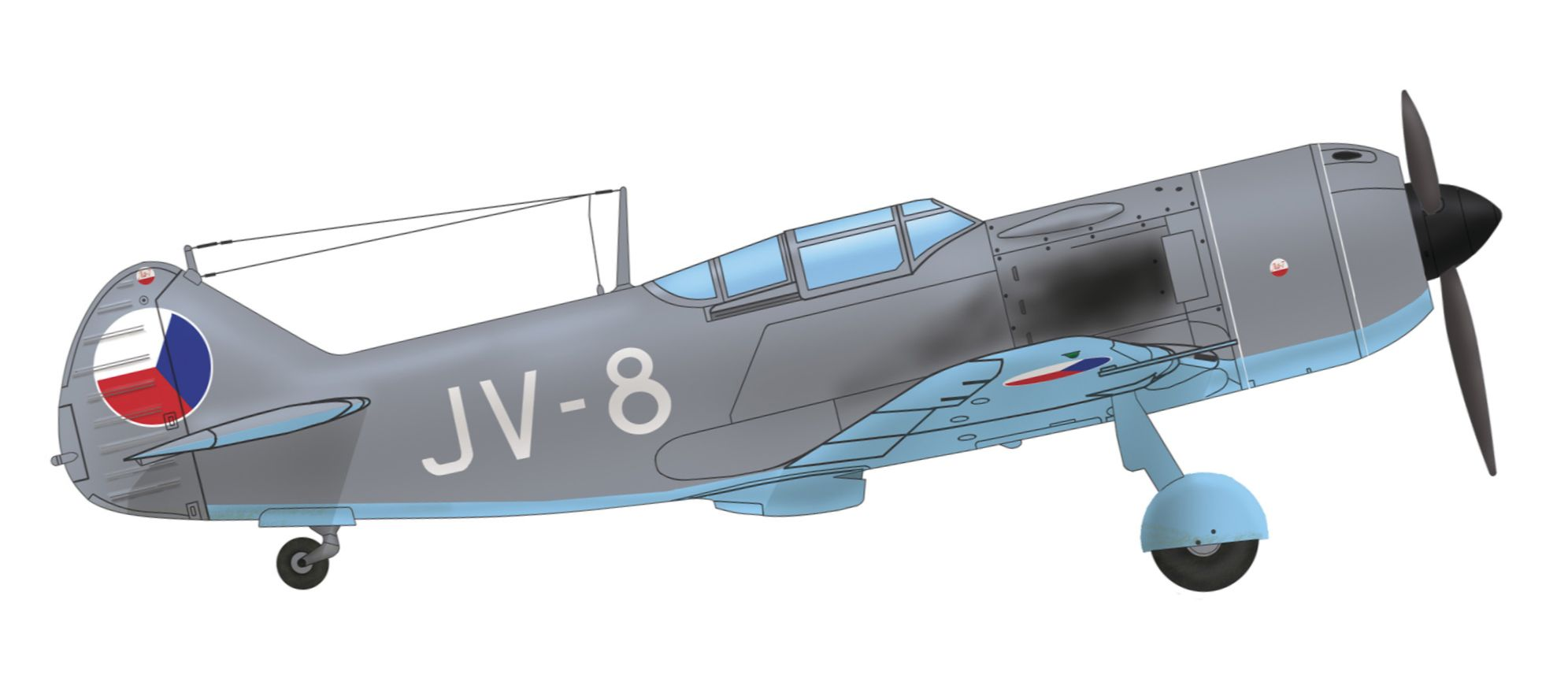
La-7, Không quân Tiệp Khắc

Tiệp Khắc
- Không quân Tiệp Khắc

 Romania
- Không quân Romania

 Liên Xô
- Không quân Xô Viết

 CHDCND Triều Tiên
- Không quân Bắc Triều Tiên

## Thông số kỹ thuật (Lavochkin La-7)

Lavochkin La-7

### Đặc điểm riêng
- Phi đoàn: 1
- Chiều dài: 8.60 m (28 ft 2 in)
- Sải cánh: 9.80 m (32 ft 1 in)
- Chiều cao: 2.540 m (8 ft 4 in)
- Diện tích cánh: 17.5 m² (188 ft²)
- Trọng lượng rỗng: 2.638 kg (5.803 lb)
- Trọng lượng cất cánh: 3.265 kg (7.183 lb)
- Trọng lượng cất cánh tối đa: 3.400 kg (7.480 lb)
- Động cơ: 1× động cơ bố trí hình tròn Shvetsov ASh-82FN, 1.380 kW (1.850 hp)

### Hiệu suất bay
- Vận tốc cực đại: 680 km/h (425 mph)
- Tầm bay: 990 km (618 miles)
- Trần bay: 9.500 m (31.160 ft)
- Vận tốc lên cao: 18.3 m/s (3.608 ft/min)
- Lực nâng của cánh: 38 lb/ft² (187 kg/m²)
- Lực đẩy/trọng lượng: 0.42 kW/kg (0.25 hp/lb)

### Vũ khí
- 2x pháo 20 mm ShVAK hoặc 3x pháo 20 mm Berezin B-20
- 200 kg (440 lb) bom

## Nội dung liên quan

### Máy bay có cùng sự phát triển
- LaGG-1
- LaGG-3
- La-5
- La-9
- La-11

### Máy bay có tính năng tương đương
- Focke-Wulf Fw 190
- Hawker Tempest II
- Hawker Sea Fury
- P-47 ThunderboltD
- Kawasaki Ki-100

### Trình tự thiết kế
LaGG-1 - LaGG-3 - La-5 - La-7 - La-9 - La-11 - La-15